# مغالطة المنشأ
مغالطة المنشأ أو المغالطة الجينية (المعروفة أيضًا باسم مغالطة الأصول أو مغالطة الفضيلة)  هي مغالطة عدم الصلة التي تستند فقط إلى تاريخ شخص ما أو شيء ما أو أصله أو مصدره بدلاً من معناه أو سياقه الحالي. هذا يتجاهل أي اختلاف يمكن العثور عليه في الوضع الحالي، وعادة ما ينقل التقدير الإيجابي أو السلبي من السياق السابق. بمعنى آخر، يتم تجاهل الإدعاء لصالح مهاجمة مصدره أو الدفاع عنه.
وبالتالي، فإن المغالطة تفشل في تقييم الادعاء على أساس جدواه. المعيار الأول للحجة الجيدة هو أن المقدمات يجب أن يكون لها تأثير على حقيقة أو زيف الادعاء المعني. قد تكون الحسابات الجينية لقضية ما صحيحة، وقد تساعد في توضيح الأسباب التي جعلت القضية تتخذ شكلها الحالي، لكنها ليست قاطعة في تحديد مزاياها.
نشأ المصطلح في كتاب موريس رافائيل كوهن وإرنست ناجل المنطق والمنهج العلمي (1934).

## أمثلة
من مهاجمة التفكير الخاطئ بقلم ت. إدوارد دامر، الطبعة الثالثة ص 36 : 
أنت لن ترتدي خاتم الزواج ، أليس كذلك؟ ألا تعلمين أن خاتم الزواج في الأصل يرمز إلى سلاسل الكاحل التي ترتديها النساء لمنعهن من الهروب من أزواجهن؟ لم أكن لأظن أنك ستكون طرفًا في مثل هذه الممارسة الجنسية. 
هناك العديد من الدوافع التي تشرح لماذا يختار الناس ارتداء خواتم الزفاف، ولكن سيكون من المغالطة افتراض أن أولئك الذين يواصلون التقليد يروجون للتمييز على أساس الجنس.

## الروابط الخارجية
- نزكور: مغالطة وراثية
- أشكال المغالطة الجينية
- ملفات مغالطة: مغالطة وراثية